# SmarTrip
SmarTrip是一個非接觸式儲值智能卡支付系統，由華盛頓都會區交通局管理。馬里蘭交通局則使用可互相兼容的支付系統，稱為魅力卡（CharmCard）。兩者達成協議，兩者的卡片皆可在彼此的系統使用。與傳統的紙質車票或巴士票不同，SmarTrip/CharmCard的設計是永久和可加值的，「SmarTrip」一詞除有所指明外可同時指兩個支付系統。
華盛頓都會交通局自1999年起在華盛頓地鐵啟用SmarTrip，之後再在Metrobus(都會巴士)和泊車位啟用，後來進一步擴展至其他公共交通皆可用。起初交通局限制SmarTrip銷售位置招來批評，因此後來將銷售點擴展至便利店和超市。到了2012年末所有華盛頓地鐵車站都已設有SmarTrip售票機。
2010年10月，由於製作SmarTrip卡的公司結業，交通局宣佈將研究替代系統，不過最終交通局找到另一生產商制作新卡片，直至引入新支付系統。
自2016年3月6日起，SmarTrip卡成為華盛頓地鐵唯一的支付方法，不再支持紙質車票。

## 历史
1999年5月18日，华盛顿都会区交通局开始销售SmarTrip卡，这是美国第一张用于交通的非接触式智能卡。2002年11月12日，SmarTrip可以在都会巴士上使用。2004年5月，停车场闸机开始使用SmarTrip读卡器。2010年12月，有180万张SmarTrip卡在使用。2011年2月，华盛顿都会区交通局更换了所有地铁检票口的闸机读取器，以提高检票口处理SmarTrip的速度和范围。2020年9月1日，苹果公司和WMATA合作使得SmarTrip卡能通过Wallet应用将其添加到Apple Pay中。

## 设计
标准SmarTrip卡的正面是一幅华盛顿地铁车厢和都会巴士的图案，还包括华盛顿纪念碑、美国国会大厦和华盛顿特区古典建筑的图案。此外，还提供老年版SmarTrip卡，可自动计算适用于老年人（65岁以上）的折扣票价。该卡的设计与标准的SmarTrip完全相同，只是卡上印有明黄色和棕色的色调，而不是标准卡的蓝色和绿色的色调。由于老年智能旅行卡允许享受折扣票价，因此只有本人持有效身份证件才能在华盛顿地铁公司销售办公室或授权供应商处购买该卡。
2016年3月27日，华盛顿都会区交通局推出了新的Smartrip卡设计，以庆祝华盛顿地铁系统开通40周年。

### 纪念卡
两张特别SmarTrip卡于2008年发行，以纪念华盛顿国民队新建成的体育场Nationals Park(国民球场)开幕。2009年1月和2013年1月发行了纪念奥巴马总统就职典礼的特别SmarTrip卡。 2013年7月，推出了7月4日(美国独立日)特别纪念SmarTrip卡。
2014年6月，为庆祝美国国家动物园成立125周年，发行了以 "受欢迎的动物园动物宝宝"为主题的SmarTrip纪念卡。
2014年7月，为庆祝地铁银线开通，发行了一张纪念卡 。

## 支持的公交系统
以下是接受SmarTrip卡付款的公交系统列表。 马里兰州交通管理局的CharmCard使用同一制造商的兼容支付系统。互惠协议允许顾客使用任一张支付卡在整个华盛顿-巴尔的摩都会区的任何参与系统上旅行。
| 公交系统                      | 运输局                                            | 服务区域                                                           |
| ----------------------------- | ------------------------------------------------- | ------------------------------------------------------------------ |
| 华盛顿地铁                    | 华盛顿都会区交通局                                | 华盛顿都会区                                                       |
| Metrobus                      | 华盛顿都会区交通局                                | 华盛顿都会区                                                       |
| DC Circulator                 | 华盛顿特区政府、华盛顿都会区交通局、First Transit | 华盛顿特区                                                         |
| 阿灵顿公交公司（ART）         | 地方政府                                          | 弗吉尼亚州阿灵顿县                                                 |
| CUE 巴士                      | 地方政府                                          | 弗吉尼亚州费尔法克斯市                                             |
| DASH巴士                      | 亚历山大公交公司                                  | 弗吉尼亚州亚历山卓                                                 |
| Fairfax Connector             | 地方政府                                          | 弗吉尼亚州费尔法克斯县                                             |
| Loudoun County Commuter Bus   | 地方政府                                          | 弗吉尼亚州劳登县                                                   |
| OmniRide、OmniLink、OmniMatch | 波托马克和拉帕汉诺克运输委员会（PRTC）            | 弗吉尼亚州威廉王子县、弗吉尼亚州马纳萨斯和弗吉尼亚州马纳萨斯帕克。 |
| Ride On                       | 地方政府                                          | 马里兰州蒙哥马利县                                                 |
| TheBus                        | 地方政府，Transdev                                | 马里兰州乔治王子县                                                 |
| 巴尔的摩地铁                  | 马里兰州公交管理局                                | 巴尔的摩都会区                                                     |
| 巴尔的摩轻轨                  | 马里兰州公交管理局                                | 巴尔的摩都会区                                                     |
| 马里兰公共汽车服务(MTA)       | 马里兰州公交管理局                                | 华盛顿-巴尔的摩大都会区                                            |